# Edward Blayney
Pour les articles homonymes, voir Blayney (homonymie).
Edward Blayney (1570 -1629), 1er baron Blayney (en), fut un militaire et membre de la Chambre des lords irlandaise. Il épouse la fille d'Adam Loftus.

## Biographie
Edward Blayney est originaire du Montgomeryshire au Pays de Galles. Il s'illustre lors de la conquête par les Tudor de l'Ulster gaélique durant la Guerre de Neuf Ans de 1594–1603. En 1611, la Couronne lui donne en récompense les terres précédemment propriété des MacMahon pour ses services à la reine Élisabeth. Ces terres sont à l'origine de la ville de Castleblayney.
Sir Edward est ensuite fait premier Baron Blayney (en), en juillet 1621.